# Mastère Spécialisé
A Mastère Spécialisé (MS), amelyet Specialized Masternek vagy Advanced Masternek is neveznek, 1986-ban létrehozott francia tudományos fokozat, amelyet a mesterképzés elvégzése után lehet elnyerni. Ehhez egy évig, beleértve legalább négy hónap szakmai gyakorlatot, kell egy bizonyos területen szakosodni, mégpedig valamelyik grande école-en. Az így szerzett többlettudás előnyt jelenthet a munkaerőpiacon.